# Соломатин, Григорий Иванович
Григорий Иванович Соломатин (1886 — ?) — полный Георгиевский кавалер, обладатель 5 Георгиевских крестов и 4 Георгиевских медалей.

## Биография
Из крестьян. В 1907 призван на действительную военную службу и зачислен в Литовский лейб-гвардии полк. 1 ноября 1910 уволен в запас. В 1912 зачислен на сверхсрочную службу. В 1914 служил в лейб-гвардии 3-го стрелкового Его Величества полка, участник Первой мировой войны. 21 октября 1914 «при наступлении роты от д. Белины-Капитульныя вслед отступавшему противнику, будучи начальником разведывательной партии с большой личной опасностью руководил вверенными ему людьми и вернувшись назад, дал крайне ценные сведения», за что награждён Георгиевским крестом 4-й степени. За отличие в бою 28 мая 1915, «когда от брошенной противником зажигательной бомбы загорелся лес около нашего проволочного заграждения и явная опасность грозила окопу ручных гранат, вызвавшись охотником, под действительным ружейным, пулемётным огнем и огнем миномёта, будучи обстрелян ружейными гранатами, самоотверженно руководил тушением пожара, причём лично тушил его, чем спас 1-й взвод роты от взрыва», был награждён Георгиевским крестом 1-й степени. В 1916 был ранен и поступил на лечение в один из лазаретов Пензы. Судьба после окончания Первой мировой войны неизвестна.

### Звания
- Рядовой (1907)
- Ефрейтор (24 августа 1910)
- Подпрапорщик

### Награды
За отличия в разных сражениях награжден Георгиевскими крестами 4-й (дважды), 3-й, 2-й и 1-й степеней и Георгиевскими медалями 3-й, 2-й и 1-й (дважды) степеней. Также награждён медалями «В память 100-летия Отечественной войны» и «В память 300-летия Дома Романовых».

## См . также
- Вашатко, Карл Иванович
- Жидик, Алексей Васильевич
- Кочетков, Василий Николаевич
- Митаки, Дмитрий Иванович[1]
- Пуарэ, Альфонс Флавиен
- Грубый, Тимофей Емельянович
- Литвиненко, Николай Евгеньевич